# Малімба Машеке
Малімба Машеке (англ. Malimba Masheke; нар. 1941) — замбійський політик, міністр оборони, закордонних справ та останній прем'єр-міністр Замбії.